# Fitzhugh Fulton

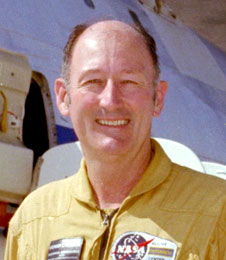
Fitzhugh L. Fulton Jr.

Fitzhugh L. „Fitz“ Fulton Jr. (* 6. Juni 1925 in Blakely, Georgia, Vereinigte Staaten; † 4. Februar 2015 in Thousand Oaks) war ein vielfach ausgezeichneter US-amerikanischer Testpilot, der für die U.S. Air Force und die NASA arbeitete. Er testete unter anderem die meisten der militärischen Transportflugzeuge und Bomber, die in den 1950er und 1960er Jahren in den USA entwickelt wurden, und war an der Entwicklung des Space Shuttles beteiligt. Insgesamt absolvierte er über 16.000 Flugstunden in über 230 verschiedenen Luftfahrzeugen.

## Biografie
Fitzhugh L. Fulton Jr. wurde am 6. Juni 1925 in Blakely im US-Bundesstaat Georgia geboren. Er studierte zunächst an der Auburn University, dann an der University of Oklahoma und schließlich an der Golden Gate University, wo er einen Abschluss als Bachelor of Arts erlangte.

### 1943 bis 1966: U.S. Air Force
1943 trat Fulton den United States Army Air Forces bei. Nach seiner Ausbildung in deren Flugschule fanden seine ersten operativen Einsätze von Januar bis Mai 1945 mit Bombern des Typs Consolidated B-24 statt. In einer Douglas C-54 flog Fulton 1946 zur Unterstützung der dortigen Atombombentests zum Kwajalein-Atoll. Im Dezember desselben Jahres unterstützte er abermals mit einer C-54 die erste Landung einer B-29 der First Air Transport Unit in Deutschland. In den Jahren 1948 und 1949, während der Berlin-Blockade, wurde Fulton für die Berliner Luftbrücke eingesetzt. Insgesamt 225 Mal flog er sogenannte „Rosinenbomber“, ebenfalls vom Typ C-54, ins eingekesselte Berlin. Im Koreakrieg unternahm er 55 militärische Einsätze in einer Douglas B-26 über Nordkorea. Für die Missionen in Deutschland und Korea wurde er mit einem Distinguished Flying Cross und insgesamt fünf Air Medals ausgezeichnet.
1952 schloss er seine Ausbildung an der Testpiloten-Schule der Air Force ab und diente den Luftstreitkräften seines Heimatlandes fortan als Testpilot. Zu den Projekten, an denen er mitwirkte, zählt die Entwicklung des Convair-B-58-Überschall-Bombers. Mit diesem stellte Fulton einen Höhenrekord auf, als er das Flugzeug mit einer Nutzlast von 11.023 Pfund (etwa 5.000 kg) auf 85.360 Fuß Höhe (rund 26.000 m) brachte. Für die Arbeit am B-58-Programm nahm Fulton 1962 die Harmon International Aviation Trophy entgegen. Darüber hinaus teilte die Air Force Fulton als Pilot einer B-52 ein, von der aus verschiedene experimentelle Flugzeuge in der Luft gestartet wurden, beispielsweise das Versuchsflugzeug X-15. Seine Leistungen als Testpilot in der Air Force wurden mit insgesamt drei weiteren Distinguished Flying Crosses ausgezeichnet.
Nach 23 Dienstjahren verließ Fulton die Air Force 1966. Er hatte zuletzt den Posten des Chief of Bomber Transport Test Operations Division an der Edwards Air Force Base innegehabt und wechselte nun zum Dryden Flight Research Center der NASA, das ebenfalls auf der Edwards Air Force Base angesiedelt ist.

### 1966 bis 1986: NASA

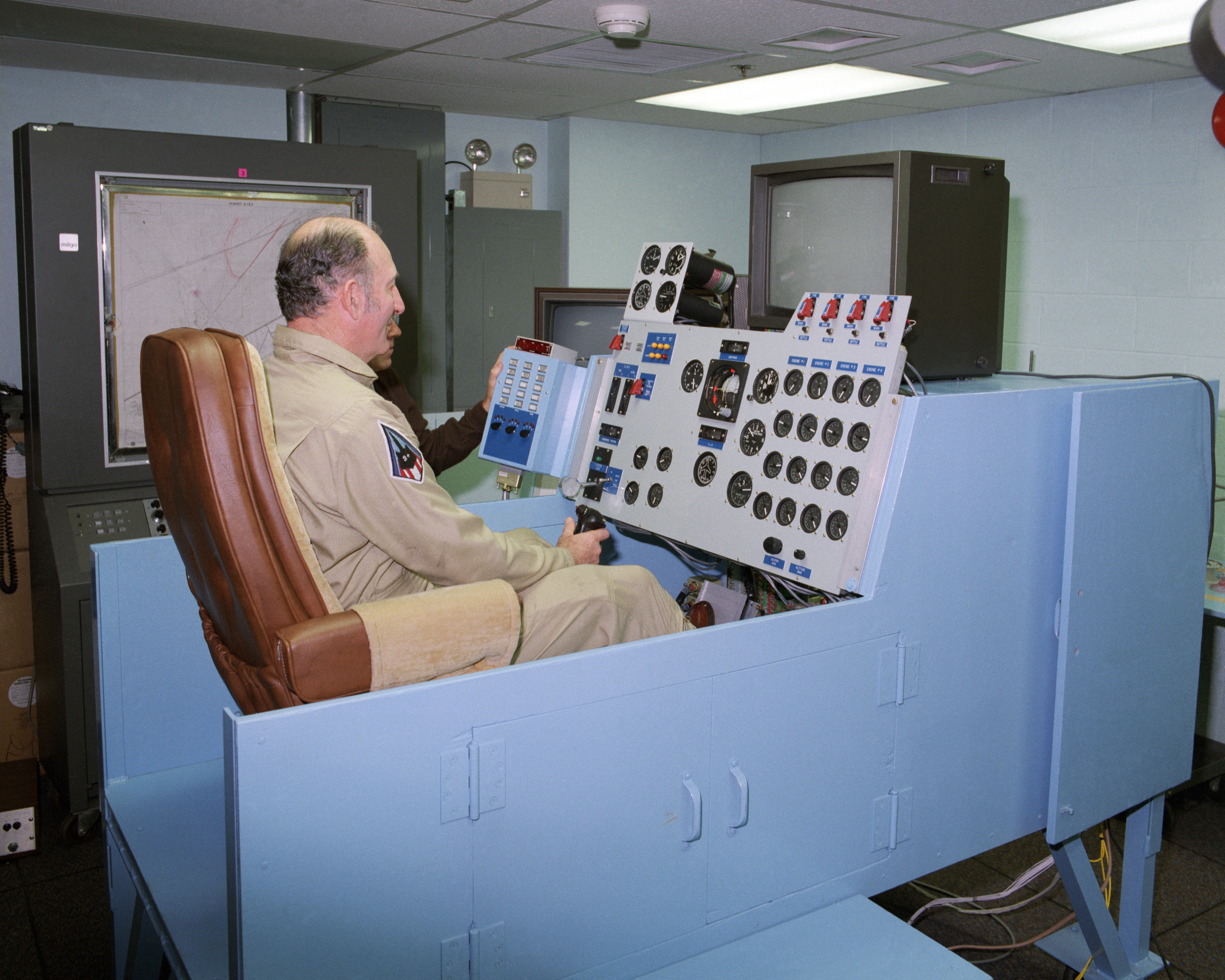
Fulton steuerte für die Controlled Impact Demonstration eine Boeing 720 von einer Kontrollstation am Boden aus. (Foto von 1983)

Nach dem Wechsel zur NASA blieb Fultons Aufgabengebiet teilweise unverändert: Nach wie vor steuerte er große Maschinen wie Bomber vom Typ B-29, B-50 oder B-52, von denen aus verschiedene Raketenflugzeuge in der Luft gestartet wurden, darunter die Versuchstypen X-1, X-2, X-15, M-2, HL-10 und X-24. Sowohl für gemeinsame Projekte von NASA und Air Force als auch für reine NASA-Tests unternahm er in den späten 1960er Jahren Versuchsflüge mit dem experimentellen Überschallbomber XB-70, mit dem er Geschwindigkeiten oberhalb Mach 3 erreichte. Zwischen 1969 und 1978 wurde er für die Entwicklung des Abfangjägers YF-12 eingesetzt, mit dem er Geschwindigkeiten bis zu 1.800 Knoten (etwa 3.333 km/h) und Höhen von rund 80.250 Fuß (ungefähr 24.460 m) erreichte, um Flugdaten für die Entwicklung künftiger Flugzeuge zu sammeln.

Die Enterprise wird im Flug von dem von Fulton geflogenen SCA abgekoppelt. (1977)

Fulton war außerdem Pilot des Shuttle Carrier Aircraft (SCA), einer umgebauten Boeing 747, mit dem die Space Shuttles transportiert werden. Während der Approach and Landing Tests (ALT) 1977 wurde das SCA zunächst genutzt, um den Space-Shuttle-Prototyp Enterprise huckepack in eine Höhe von etwa 25.000 Fuß zu verbringen und ihn dort abzukoppeln, sodass die Fähigkeit der Raumfähre, in der Atmosphäre zu fliegen und zu landen, in der Praxis erprobt werden konnte. Für seine Arbeit als Pilot des SCA im ALT-Programm wurde Fulton mit der Exceptional Service Medal der NASA und dem Iven C. Kincheloe Award der Society of Experimental Test Pilots als Testpilot des Jahres 1977 ausgezeichnet. Die Exceptional Service Medal wurde ihm 1983 ein weiteres Mal verliehen, weil er die Enterprise mit dem SCA in verschiedene europäische Staaten transportiert hatte, wo sie auf Luftfahrtschauen ausgestellt wurde. Nachdem 1981 die Orbitalflüge der Space Shuttles begannen, war Fulton weiterhin Pilot des SCA, mit dem die Raumfähren vom Landeplatz zurück zum Kennedy Space Center gebracht wurden.

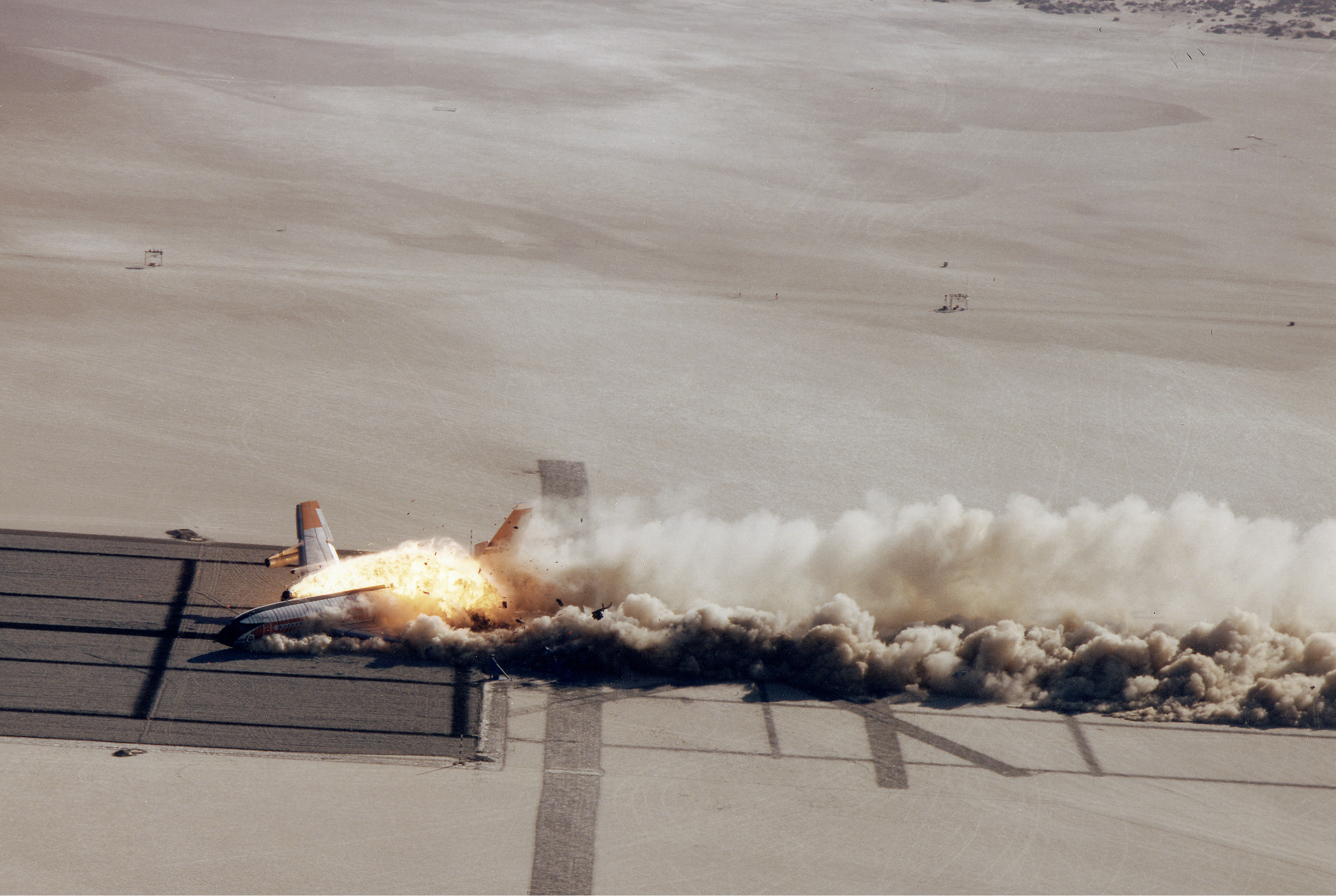
Crashtest mit einer Boeing 720: Das von Fulton ferngesteuerte Flugzeug unmittelbar nach dem Aufschlag.

1984 lenkte Fulton für die Controlled Impact Demonstration (CID) von einer Kontrollstation am Boden aus eine ferngesteuerte Boeing 720 – bis zum Jahr 2012 das größte Flugzeug, das jemals ferngesteuert geflogen wurde. Das CID-Programm gipfelte am 1. Dezember 1984, als das Flugzeug im Rogers Dry Lake, einem Teil der Mojave-Wüste, gezielt zum Absturz gebracht wurde, um einen feuerunterdrückenden Treibstoffzusatz bei einem Absturz-Szenario unter Echtbedingungen überprüfen zu können. Wenngleich der Test aus flugtechnischer Sicht ein Erfolg war, blieb die erhoffte Wirkung des Treibstoffzusatzes allerdings aus.
Zwei Jahre später beendete Fulton seine Arbeit bei der NASA. Zuletzt war er Chief Test Pilot der Luft- und Raumfahrtbehörde.

### Seit 1986: Scaled Composites und Ruhestand
Noch im selben Jahr wurde Fulton Testpilot bei Scaled Composites, einem US-amerikanischen Unternehmen, das Flugzeugprototypen entwickelt und nahe der Edwards Air Force Base testet. Hier übernahm er die Posten des Flight Operations Director und des Chief Research Pilot. Für das Unternehmen war er Pilot der Jungfernflüge der Scaled Composites ATTT und Scaled Composites Triumph. 1989 zog er sich in den Ruhestand zurück. 1991 wurde er in den Aerospace Walk of Honor, 1999 in die National Aviation Hall of Fame aufgenommen.
Fulton starb 2015 im Alter von 89 Jahren.

## Ehrungen
- Distinguished Flying Cross der Streitkräfte der Vereinigten Staaten (viermal ausgezeichnet)
- Air Medal der Vereinigten Staaten (fünfmal ausgezeichnet)
- Exceptional Service Medal der NASA (zweimal ausgezeichnet)
- Iven C. Kincheloe Award der Society of Experimental Test Pilots als Testpilot des Jahres
- Aerospace Walk of Honor
- National Aviation Hall of Fame